# Kamienica Przechodnia w Krakowie
Kamienica Przechodnia – zabytkowa kamienica znajdująca się w Krakowie, w dzielnicy I przy placu Szczepańskim 6, na Starym Mieście. 

## Historia
W XIV wieku na miejscu obecnej kamienicy wzniesiono dwa gotyckie domy. Zachodni należał do rzemieślniczej rodziny Falkowiczów, wschodni zaś od końca XVI wieku do węgierskiego złotnika J. Kolaia. Około 1595 Kolai zakupił także kamienicę zachodnią i zlecił połączenie obu budynków. W tym samym czasie przebudowano oficynę tylną i przekształcono ją w budynek mieszkalny. W XVI i XVII wieku w kamienicy mieściła się mennica. Pomiędzy pierwszą a trzecią ćwiercią XVII wieku kamienica powróciła w ręce rodziny Falkowiczów. W XVII wieku została przebudowana. Pod koniec XVII wieku budynek stał się własnością rodzin Zacherlów i Kikulinusów. W 1816 przebudowano oficynę, zaś w 1820 przeprowadzono gruntowny remont kamienicy, wymieniając m.in. drewniane ściany. W 1824 została ona zakupiona przez nieznanego z imienia Rajskiego. Budynek wyburzono na początku XX wieku. W latach 1907–1910 wzniesiono w jego miejscu nową kamienicę o fasadzie modernistycznej z elementami secesji. Projektantem był architekt Władysław Hanisz. W tym samym okresie oficyna tylna została przebudowana na samodzielny budynek z elewacją główną wychodzącą na ulicę Reformacką.
25 czerwca 1984 kamienica została wpisana do rejestru zabytków wraz z kamienicą przy ulicy Reformackiej 3, która była kiedyś jej oficyną. Pomimo iż obecnie są to administracyjnie dwa budynki, w rejestrze nadal widnieją pod jednym wpisem. 